# Szamasz-kaszid-ajabi
Szamasz-kaszid-ajabi (akad. Šamaš-kāšid-ajābi) – wysoki asyryjski dostojnik, gubernator prowincji Aszdod; z asyryjskich list i kronik eponimów wiadomo, iż w 669 r. p.n.e. sprawował urząd limmu (eponima). 